# Nyelvvédelmi megbízott
A nyelvvédelmi megbízott tisztségviselő Ukrajnában, akinek státuszát az ukrán nyelv mint államnyelv működésének biztosításáról című törvény határozza meg.
A feladatai közé tartozik:
- Az ukrán nyelv mint államnyelv megvédése.
- Az ukrán állampolgár jogának megvédése, hogy az illető azon információkhoz és társadalmi szolgáltatásokhoz, amelyeket a törvény szavatol, ukránul férhessen hozzá Ukrajna egész területén, valamint az ukrán nyelv használatában az akadályok és korlátozások eltávolítása.

A megbízott a többi állami hatóságoktól és tisztségviselőktől függetlenül cselekszik.

## Történet
2019. szeptember 4-én Ukrajna Legfelső Tanácsa Emberi Jogi Megbízottja titkárságán nyilvános pályázatot hirdettek a nyelvvédelmi megbízott állására, a győztest a kormány hagyja jóvá.